# Rectoria (Santa Maria de Palautordera)
La Rectoria és una casa de Santa Maria de Palautordera (Vallès Oriental) protegida com a Bé Cultural d'Interès Local.

## Descripció
És un edifici de planta quadrada i coberta a quatre vessants amb un voladís amb mènsules decorat amb rajoles verdes i liles amb motius florals. La porta és de dovelles de granit i forma rectangular amb permòdol a les impostes i llinda plana. La resta de finestres són de llinda plana sense decorar, també fetes amb pedra granítica encara que restituïdes. La façana del darrere (c/ del Peix) és de paredat sense arrebossar i les obertures són fetes amb teula plana.L'element més destacable d'aquest edifici és una finestra d'arc conopial amb l'interior lobulat que està situada al primer pis de l'edifici. A la línia de les impostes hi ha decoració de rosetes i a l'ampit, que és motllurat, hi ha una roseta o mascaró. Probablement aquest element hagi estat aprofitat. Pel que fa a l'edifici, la rectoria fou edificada seguint una línia setcentista.

## Història
L'antiga rectoria, que juntament amb la casa del campaner es trobava a la plaça de Santa Maria i deixaven un passadís de 4 metres d'entrada a la vila, foren enderrocades el 1936. Mentre no es va decidir construir-ne una de nova, la cúria eclesiàstica utilitzava com a rectoria una casa de la seva propietat situada a la plaça de les Olles. L'any 1948, l'ajuntament va acordar demolir aquesta casa degut al seu estat ruïnós, i construir-ne una de nova a la plaça de Santa Maria, tocant a l'església, on abans estava ubicada la casa de can Reixa. El projecte fou de l'arquitecte Andreu Bosch Mañé i l'obra fou portada a terme pel contractista Josep Perxachs Auleda. El 30 de gener de 1950, "coincidint amb l'onzè aniversari de l'alliberament de la vila, el bisbe de Barcelona va beneir la casa rectoral de recent construcció.